# Slavhandeln i Prag

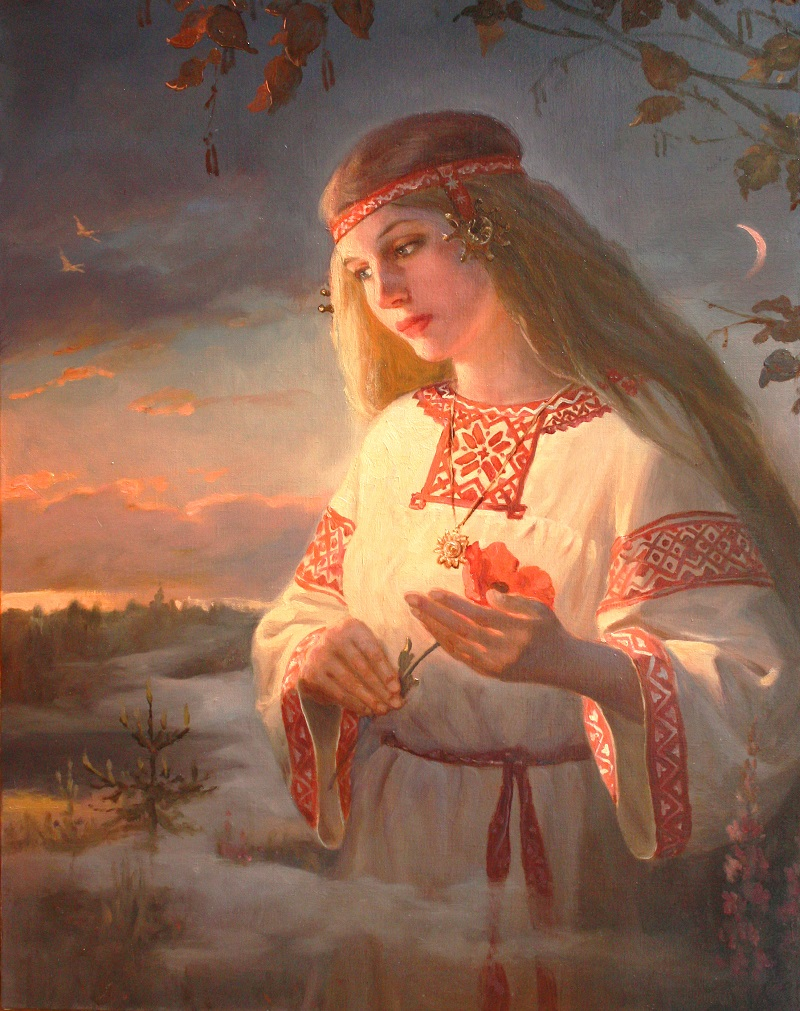
Gudinnan Zorya ur slavisk mytologi. Slaverna var hedningar, vilket legitimerade dem för slaveri hos både kristna och muslimer.

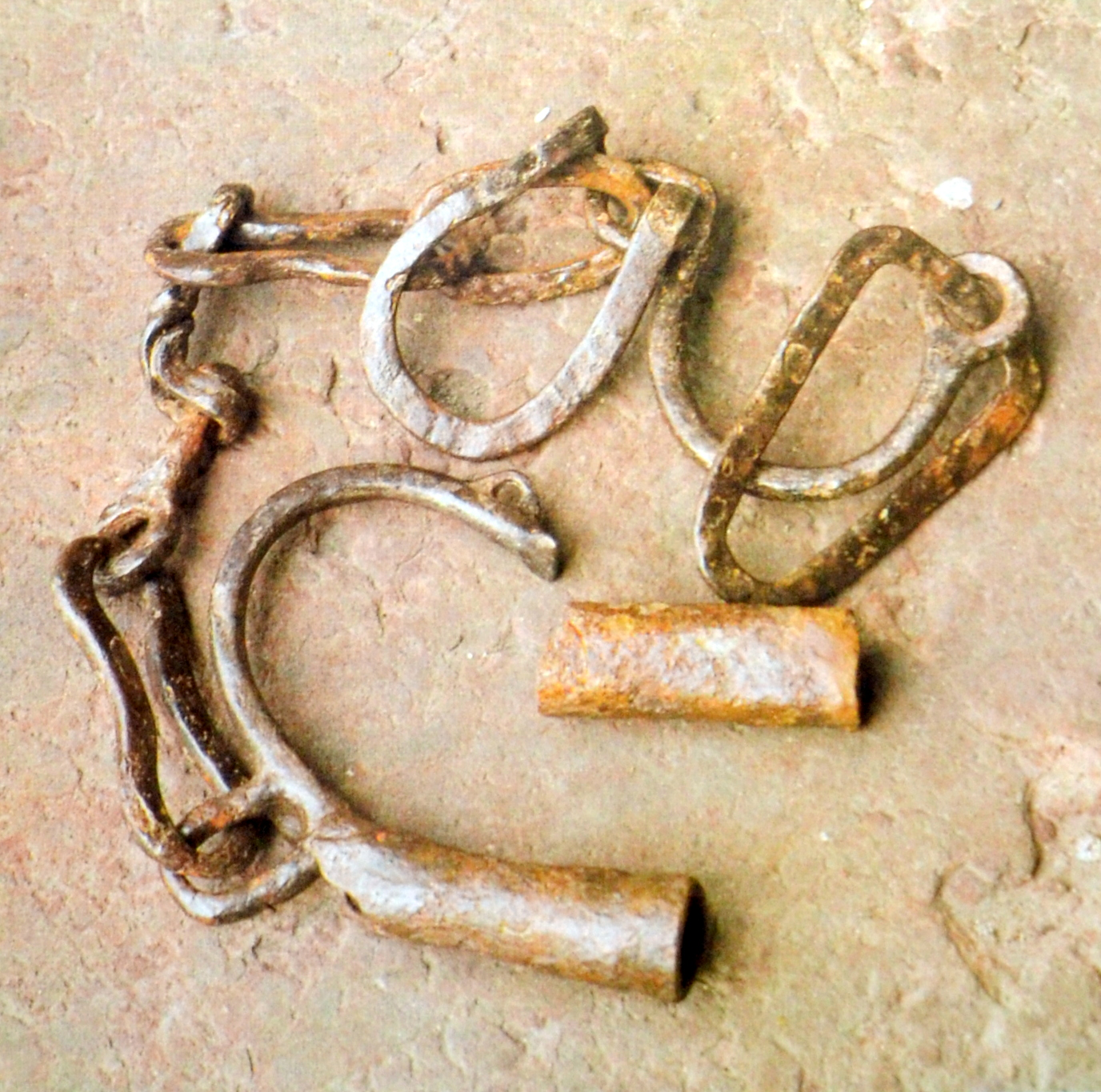
02019 1103 Eiserne Fesseln des 11. und 12. Jahrhunderts, Neu-Niekohr

Duchy of Bohemia 1000

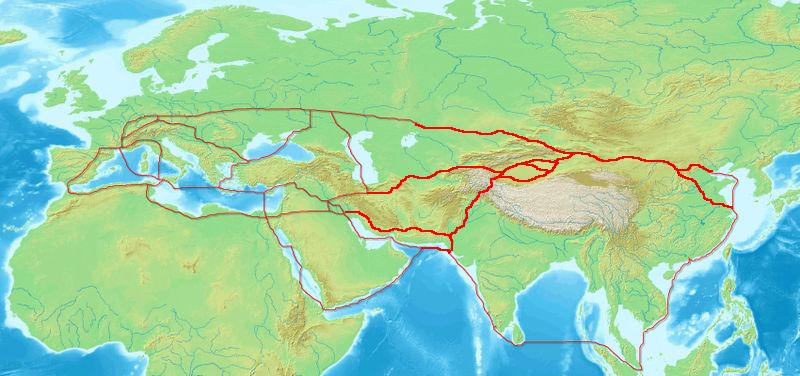
Radhanite1

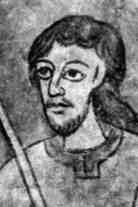
Boleslav I av Böhmen.

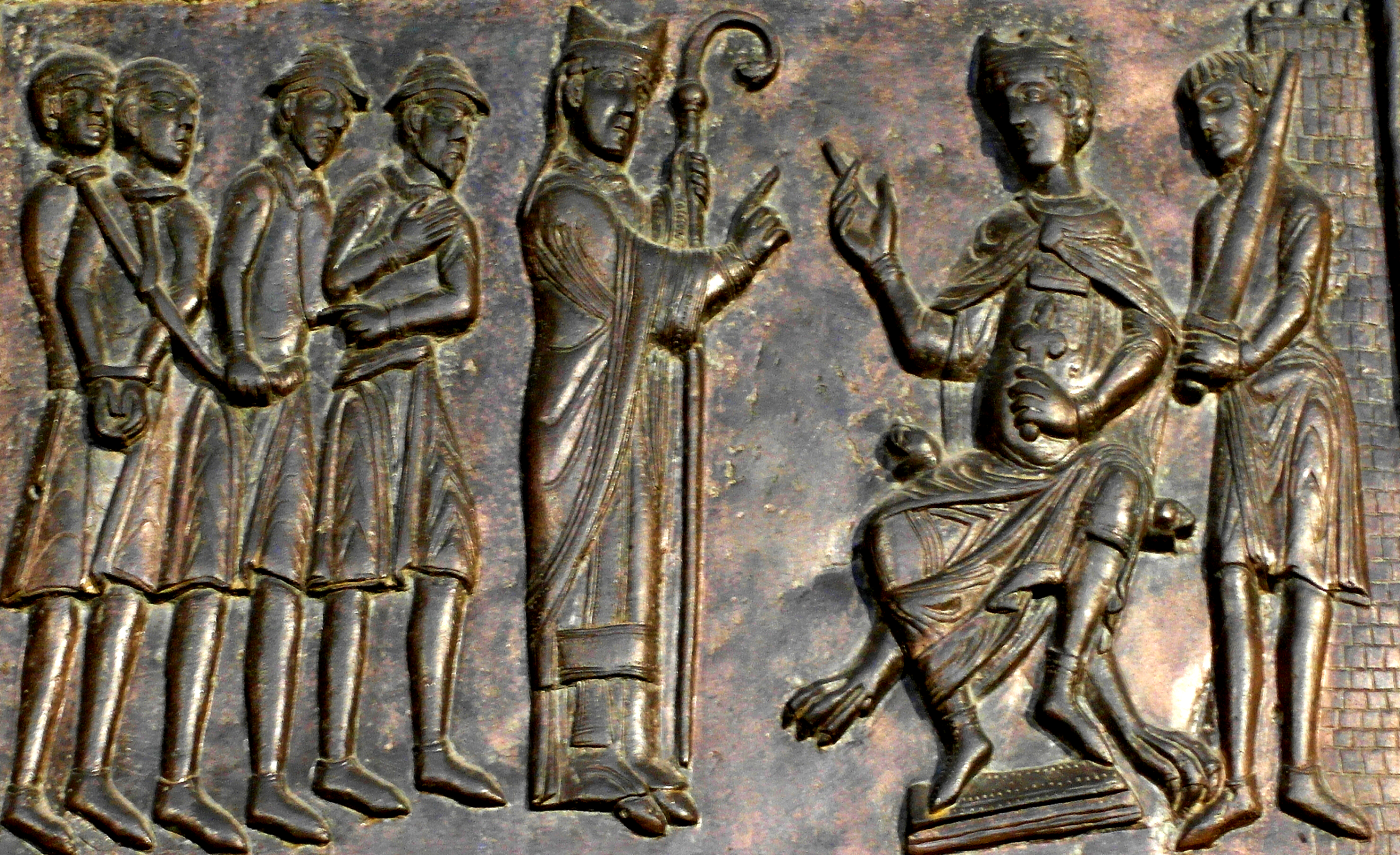
Saint Adalbert of Prague pleads with Boleslaus II, Duke of Bohemia, for the release of Christians slaves by their masters, Jewish merchants, Gniezno Door ca. 1170

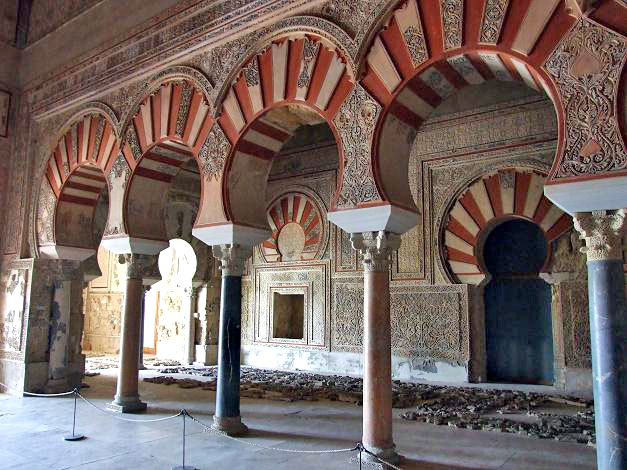
Salon Rico 1

Slavhandeln i Prag syftar på den slavhandel som ägde rum i Prag i Böhmen mellan 800-talet och 1000-talet. 
Under tidig medeltid var Prag ett av de största centrumen för slavhandel i Europa. Prag exporterade främst hedniska slavar från Centraleuropa via Frankrike till det slavmarknaden i al-Andalus på Iberiska halvön, varifrån många av dem transporterades vidare till Mellanöstern. 
Slavhandeln har beskrivits som en viktig faktor för den ekonomiska blomstringen av den nyligen kristna staten Böhmen. Parallellt byggde dess handelspartner, Kalifatet Córdoba, upp sin centralisering på importen av slavar från Böhmen. 
Slavhandeln i Prag dog ut under 1000-talet, sedan Kalifatet Córdoba hade upplösts 1031, samtidigt som Böhmen genomgick en period av politisk instabilitet. En bidragande orsak var att handeln var beroende av hedniska slavar, då kristna inte såg som legitima att förslava och transporterade genom det kristna Frankrike för att sälja till muslimer, och när Östeuropa började övergå till kristendomen runt år 1000 försvann källan till slavar för slavmarknaden i Prag.

## Bakgrund
Prag var huvudstad i hertigdömet Böhmen, som på 880-talet hade kristnats och blivit en ny stat i det kristna Europas gemenskap. Böhmen byggde en stor del av sin ekonomiska blomstring på slavhandeln med al-Andalus, som har sagt lägga grunden för den nya staten Böhmen, eftersom de arméer som krävdes för att bilda en stat finansierades av slavhandeln.

## Slavkällor
De hedniska slaviska stammarna i nuvarande Polen, Vitryssland och västra Ukraina utgjorde under flera sekel en viktig källa för slavhandeln till slavhandeln genom de ständiga räderna och militär expeditionerna mot dem av omkringliggande folk. 
Under Karl den store och hans efterträdares militära kampanjer på 800-talet tillfångatogs slaver och kunde i egenskap av hedningar säljas som slavar till Västeuropa via Donau och Elbe, och under 900-talet kom det nyligen kristna Prag att bli centrum för denna slavhandel, som då främst riktade sig till al-Andalus.
Vikingarna upprätthöll en aktiv handel med hedniska slavar till det kristna Europa. Denna slavhandel var som mest intensiv mellan 800- och 1000-talet. 
Slavleden till det kristna Europa gick via hedniska handelsmän längs floden Elbe och vidare därifrån in i det kristna Europa, bland annat Verdun, Koblenz och Arles ned till Medelhavet
och vidare till det moriska al-Andalus. 
Vikingarna var kända för att förse slavmarknaden i den muslimska världen med europeiska slavar. Medan vikingarna kunde sälja kristna västeuropéer till muslimerna via slavhandeln i Volgabulgariska riket och slavhandeln i Buchara i Centralasien, var detta inte möjligt i Västeuropa, där kristna inte kunde sälja andra kristna som slavar. Istället sålde vikingarna hedniska slaver de tillfångatagit i Östeuropa till slavleden Prag-Magdeburg-Verdun; dessa fortsatte sedan till Verdun, där en del av dem valdes ut att bli göras till eunucker, varefter de transporterades till för den moriska marknaden.

Böhmens hertigar, främst Boleslav I och Boleslav II av Böhmen, som regerade mellan 935 och 999, försåg slavmarknaden i Prag med en ständig införsel av slaviska hedningar genom expeditioner mot nordöst. 
Hertigarna tycks ha upprätthållit en handel med hedniska slavhandlare som sålde slaver de själva tillfångatagit någonstans i södra Polen eller västra Ukraina till Böhmen via Krakow. 
Denna handel gav en betydande vinst till hertigarna som kunde investera den i sina arméer, vilket var nödvändiga för att utveckla och centralisera statsbygget av den nya staten Böhmen.

## Handeln
Slavhandeln under denna period sägs traditionellt ha varit dominerad av judar, radaniter. Exakt hur vanligt det faktiskt var med judiska slavhandlare i praktiken är okänt, men det uppges att de judiska slavhandlare som faktiskt fanns hade en fördel, då de kunde verka tvärsöver religionsgränserna. Kristna kunde inte äga kristna och muslimer inte äga muslimer, medan judar kunde sälja kristna slavar till muslimer och tvärtom. 
Judar var till skillnad från kristna och muslimer inte förbjudna att utföra kastreringar, och eunucker var extremt populära i den muslimska världen. Judar ska ha utfört kastreringar av eunucker i Verdun och Prag, liksom de ska ha gjort i Egypten, Krim och i Centralasien. 
Verdun var ett centrum för kastrering av slavar som sedan exporterades som eunucker till muslimska Spanien.

## Slavmarknaden
Det fanns en stor marknad för slavar i det muslimska al-Andalus i Spanien, där europeiska slavar kallades saqaliba och värderades högt. 
Slavarna transporterades från Prag till al-Andalus via Frankrike. Det kristna Europa ogillade försäljning av kristna slavar till muslimer, men hade inte samma ståndpunkt mot att sälja hedniska slavar till muslimer. 
Araberna i Kalifatet hänvisade till skogarna i centrala och östra Europa till Bilad as-Saqaliba ("slavlandet").
Slavar importerades till Al-Andalus från Bilad as-Saqaliba via Prag och Verdun, där många av de manliga slavarna kastrerades.
Vita slavar betraktades som lyxvaror i al-andalus, där de kunde säljas för 1000 dinarer.

## Avslut
Slavhandeln med saqaliba genom Frankrike till al-andalus började ebba ut när slaverna blev kristna,  vilket skedde gradvis i slutet av 900-talet och början av 1000-talet. Sedan de blivit kristna betraktades de inte längre som legitima för en kristen stat som Böhmen att förslava och sälja, vilket gjorde att Böhmen förlorade möjligheten att fylla på sin marknad med nya slavar. 
I början av 1000-talet inträdde också en växande politisk instabilitet med tronstrider i både Böhmen och deras handelspartner kalifatet Cordoba. Kalifatet Cordoba upplöstes 1031, vilket skapade en kris i slavhandeln.